# 陈叔达

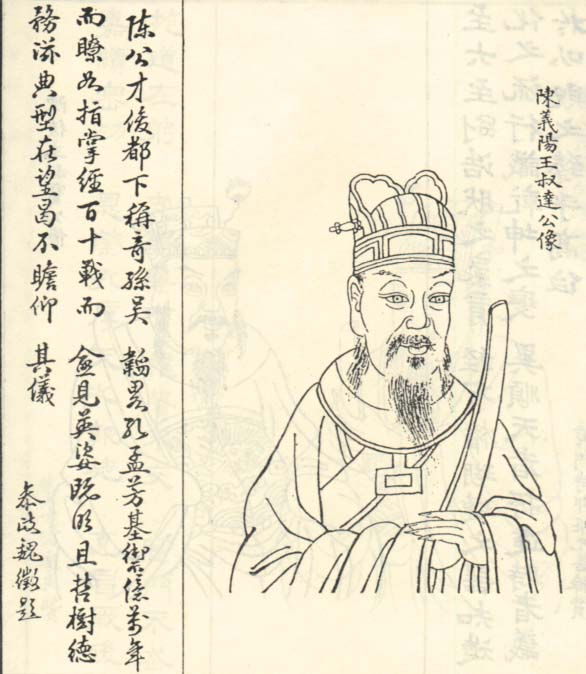
陳叔達

陳叔達（572年—635年），字子聰，吳興人，陳宣帝陈頊之第十七子，母亲是昭容袁氏。

## 生平
陈叔达有才學，十多歲時即能賦詩，被稱為奇才，在南朝陳時，被封為義陽王。歷任侍中、丹陽尹、都官尚书等。
589年，隋灭南陈，入隋。大業中為内史舍人，至絳郡通守。後與正平縣令李安遠為李淵所俘，授丞相府主簿，封汉东郡公。武德初，授黄门侍郎，判纳言，封江国公。武德七年（624年），與歐陽詢、裴矩等同撰《藝文類聚》100卷。
贞观初年，加授光祿大夫。与萧瑀争殿中，坐忿谇不恭，免官。不久，居母丧，又有疾，唐太宗很担忧，遣使禁却吊者。丧除，为遂州都督，因病未接受任命。顷之，擢礼部尚书。后授散秩归第。貞觀九年（635年）卒，谥曰缪。久之，追赠户部尚书，更谥曰忠。

## 家庭
夫人：王女节，南陈至德元年（583年）成婚。
子孙：
- 陈政德。曾孙陈義，少府少監
- 陈玄德
  - 陈均
    - 陈勤
      - 陈景策
        - 陈若貞
          - 陈思明

  - 陈仲方，順州刺史
- 陈賢德，汾州刺史。一女嫁岐州雍县主簿崔大钧，一女嫁秘书监崔望之
  - 陈令同，舒州怀宁县丞
- 陈紹德。孙陈復，盩厔尉。陈復生陈辽
- 陈弼，柘城县令
  - 陈懿，中散大夫、沔州别驾
    - 陈乾盛，朝散大夫、播州司马
      - 陈希望，河南府河阳县丞
- 陈贞，水部郎中
  - 陈秀江，吴郡吴县令
    - 陈义，秘书监、恒王傅
    - 陈氏，嫁义王傅张敬舆
- 陈迪，陈州刺史
  - 陈瑾，赠工部尚书
    - 第七子陈希烈

另《陈烛墓志》载陈烛为陈武帝后裔，父陈湛，鄂州永兴县令；祖父陈希英，太子通事舍人；曾祖父陈瑾，礼部尚书、赐紫金鱼袋、上柱国；曾祖母琅瑘王氏夫人。陈瑾的世系、官职和妻族都只与陈叔达一人吻合，陈瑾或为陈叔达别名。

## 延伸阅读
[在维基数据编辑]
 《舊唐書·卷61》，出自刘昫《舊唐書》
 《新唐書·卷100》，出自《新唐書》